# Heide-Nelke
Die Heide-Nelke (Dianthus deltoides) ist eine Pflanzenart aus der Gattung der Nelken (Dianthus) innerhalb der Familie der Nelkengewächse (Caryophyllaceae). Sie ist in Eurasien weit verbreitet. In Deutschland steht sie unter Naturschutz. Die Stiftung Naturschutz Hamburg kürte die Heide-Nelke zur Blume des Jahres 2012.

## Beschreibung

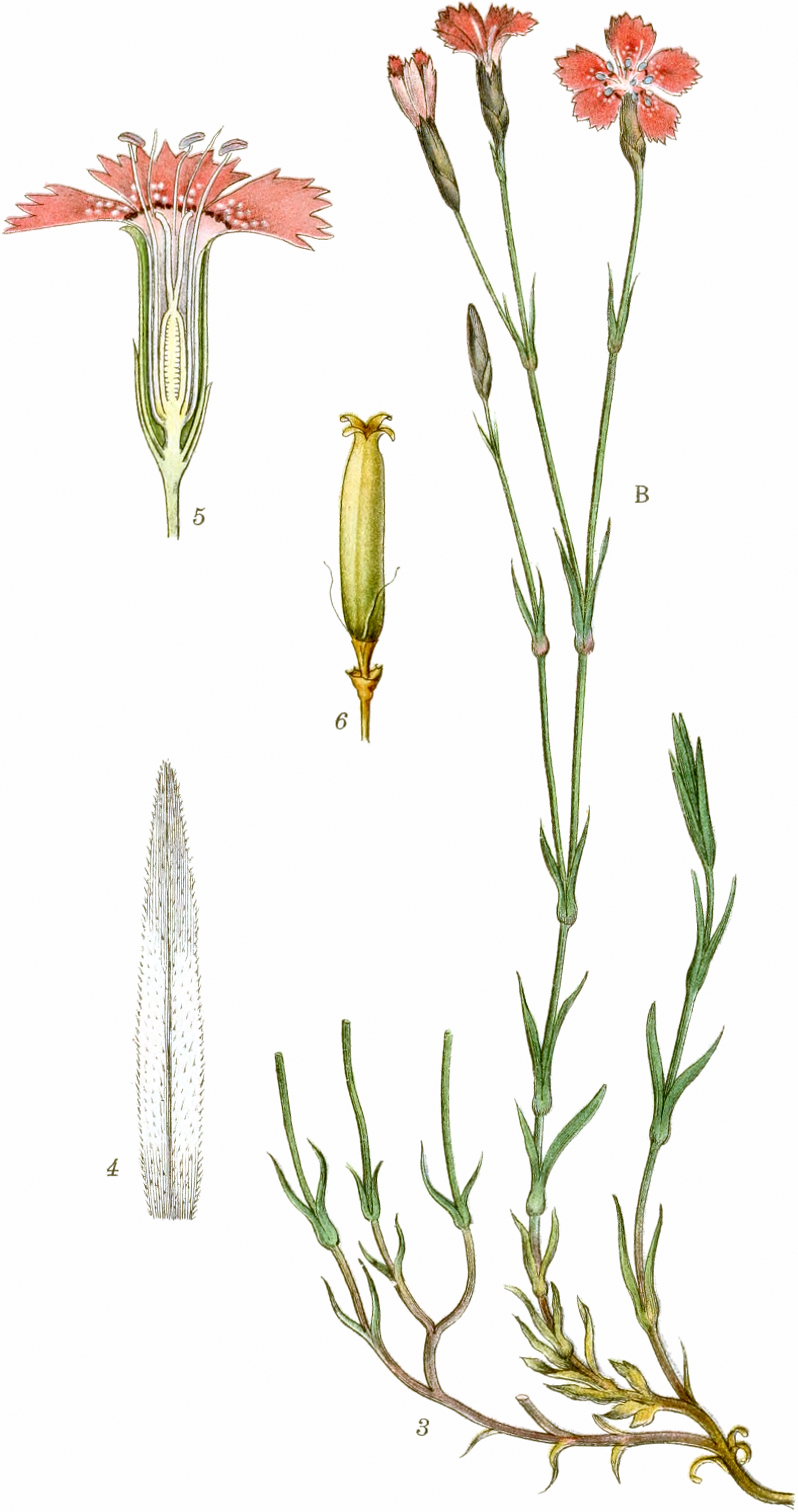
Illustration

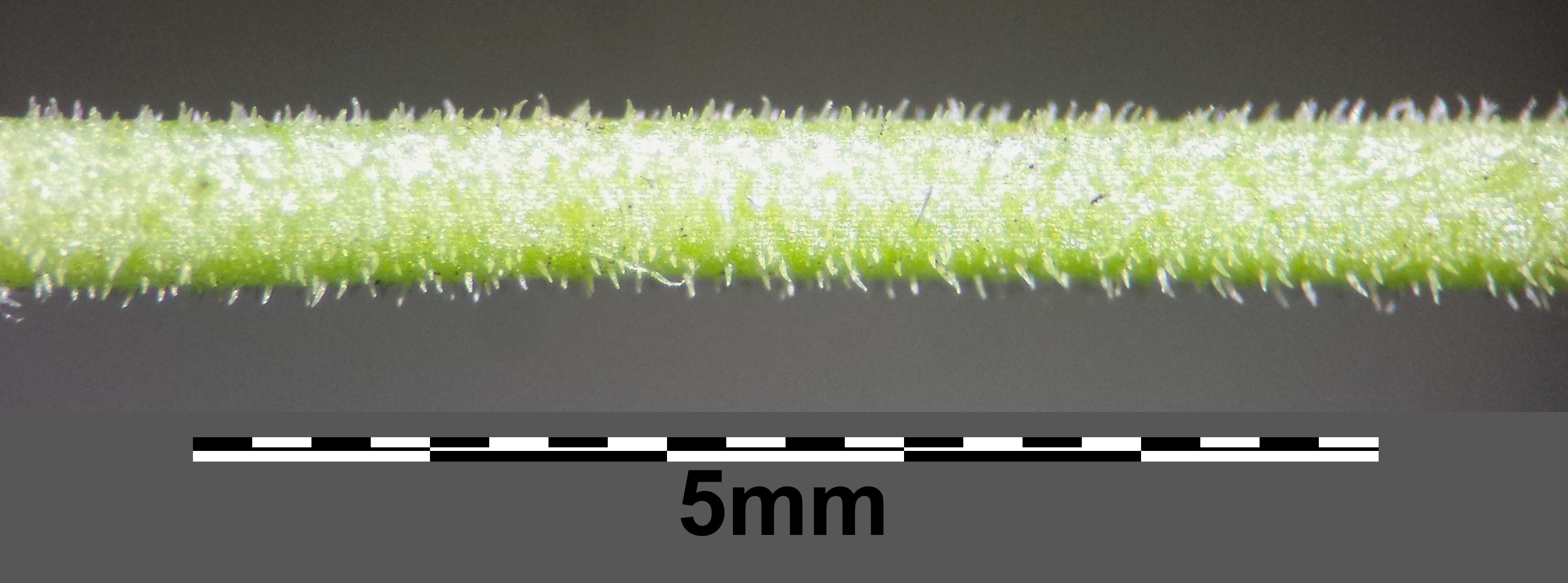
Stängel mit kurzen Haaren

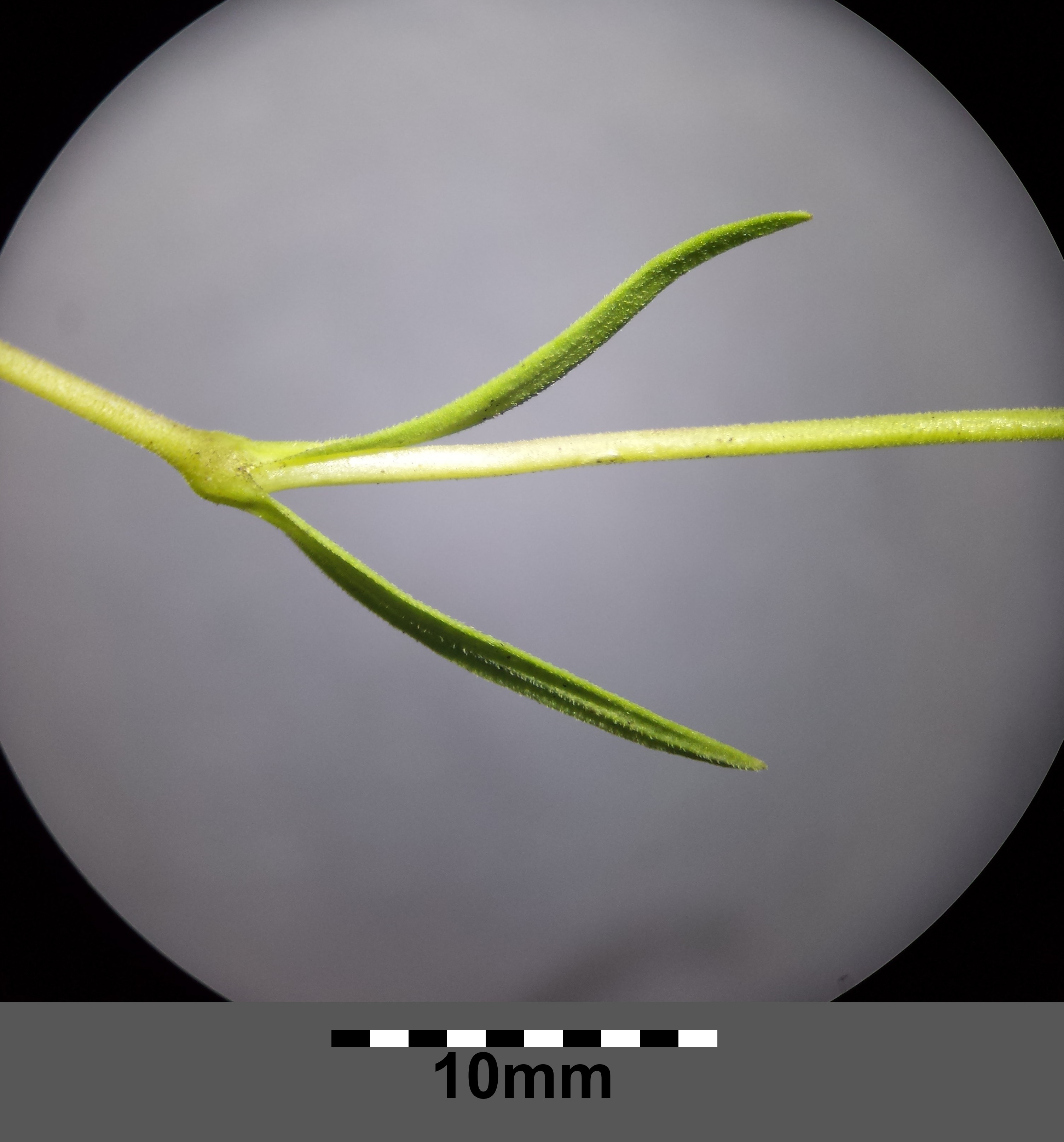
Stängel mit schmallinealischen-lanzettlichen Laubblättern

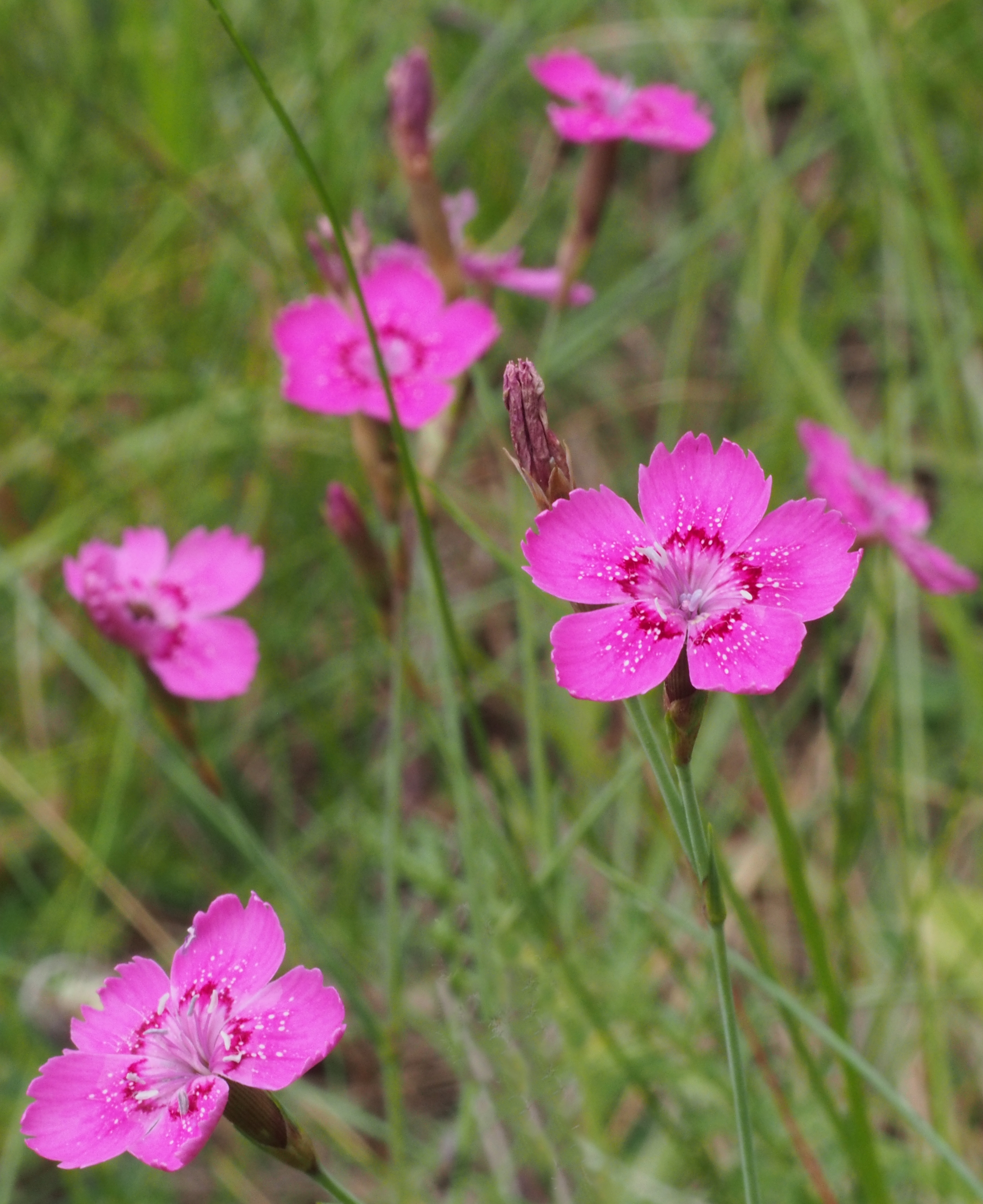
Bestand der Heide-Nelke

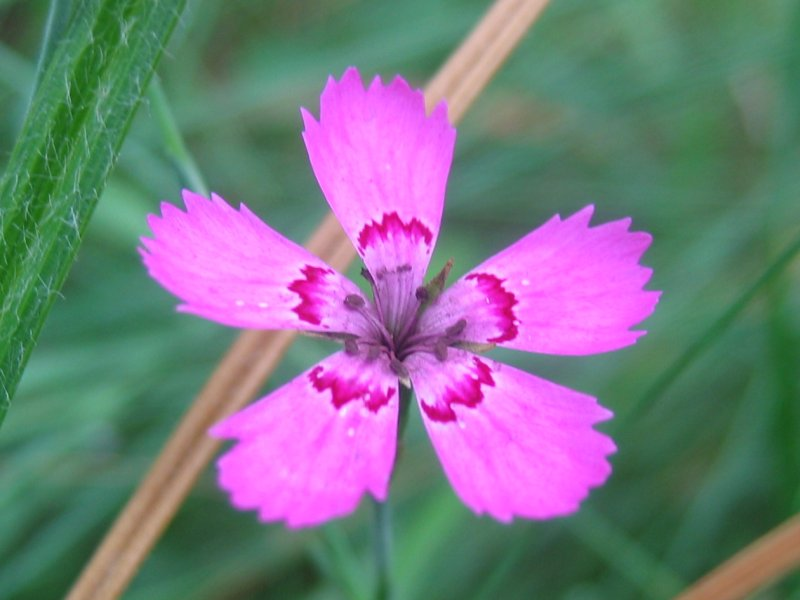
Fünfzählige Blüte; deutlich zu erkennen ist das gezähnte obere Ende der Kronblätter.

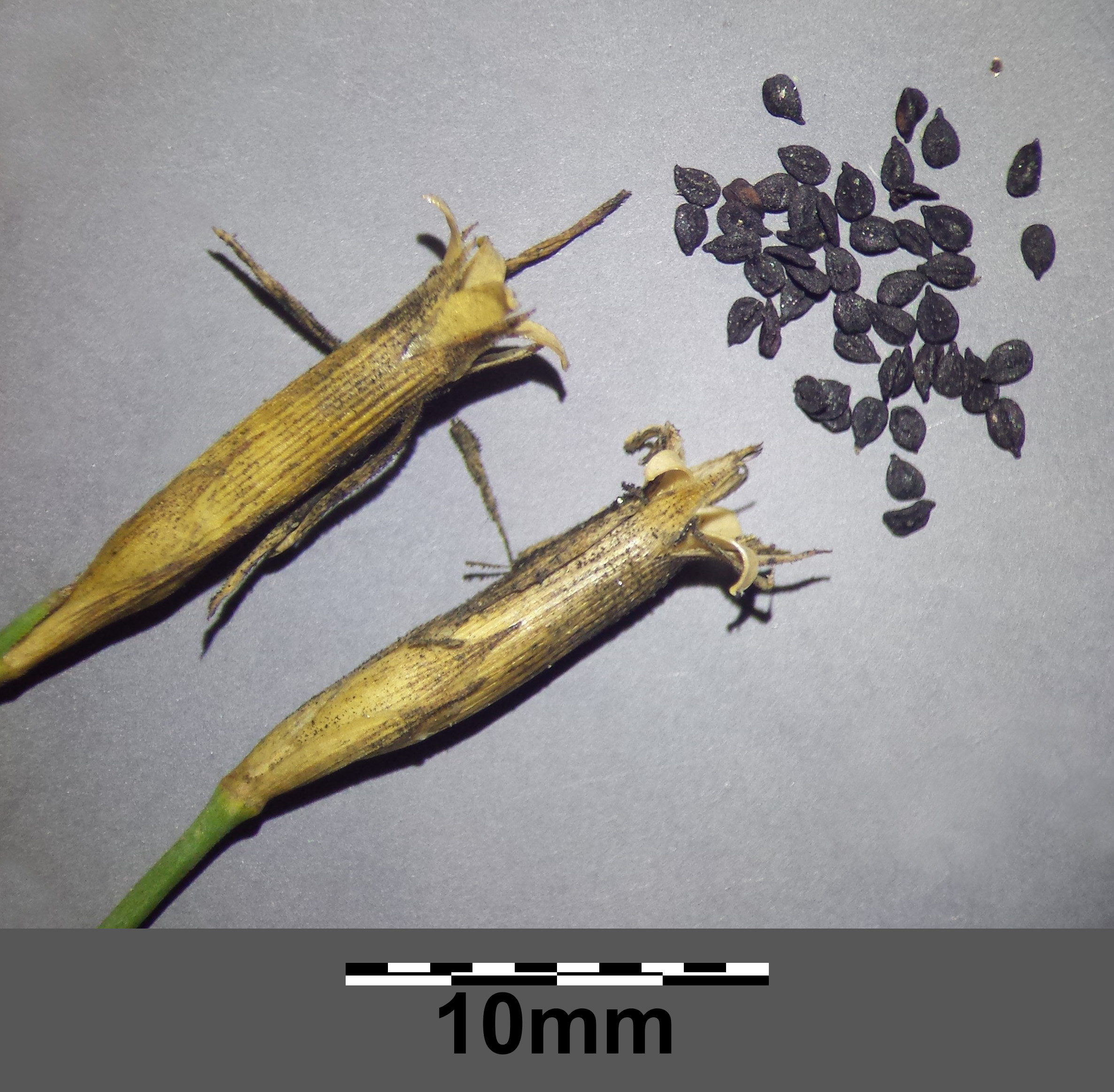
Kapselfrüchte mit Samen

### Vegetative Merkmale
Die Heide-Nelke wächst als ausdauernde krautige Pflanze und erreicht Wuchshöhen von 10 bis 40 Zentimetern Der kurz behaarte Stängel ist nur am Grund verzweigt. Die gegenständig am Stängel angeordneten Laubblätter besitzen eine bei einer Länge von bis zu 2,5 Zentimetern schmal-linealische und dicht kurz behaarte Blattspreite.

### Generative Merkmale
Die Blütezeit reicht von Juni bis September. Die Heide-Nelke ist gynodiözisch. Die Blüten schließen sich abends. Die gestielten Blüten stehen einzeln oder zu wenigen in rispigen Blütenständen zusammen.
Die Blüte ist radiärsymmetrisch und fünfzählig  mit doppelter Blütenhülle. Am Grunde des Kelchs befinden sich zwei Hochblätter, die häufig auch als Kelchschuppen bezeichnet werden; sie sind eiförmig, nur halb so lang wie der Kelch und besitzen eine aufgesetzte Granne. Der 12 bis 18 Millimeter lange Kelch weist spitze Kelchzähne auf. Die fünf etwa 1 Zentimeter langen Kronblätter erscheinen von oben gesehen platt und sind am oberen Ende gezähnt; sie sind purpurfarben und weisen eine weiße Punktierung und einen dunkleren Ring auf.
Die Chromosomenzahl beträgt 2n = 30.

## Ökologie
Sie überdauert den Winter als Hemikryptophyt bzw. krautiger, wintergrüner Chamaephyt, bildet oberirdische Ausläufer und kriechende Stängel.
Die häufig vormännlichen Blüten werden von Insekten, insbesondere Faltern, bestäubt und schließen ab 20 Uhr. Neben Zwitterblüten sind auch weibliche Blüten vorhanden; man findet aber auch rein weibliche Pflanzenexemplare, es kommen auch rein männliche Exemplare vor.
Ihre Samen benötigen Kälte, um zu keimen.
Die Heide-Nelke dient als Futterpflanze oligophag für die Raupen der Karthäusernelken-Kapseleule (Hadena compta Denis & Schiffermüller, 1775), die zu den Eulenfaltern (Noctuidae) gehört; die Raupe frisst zuerst an den Kapselfrüchten und später an den Blättern.

## Vorkommen und Schutz
Das Verbreitungsgebiet der Heide-Nelke reicht über fast ganz Europa (mit Ausnahme des äußersten Nordens und Südens) bis nach Westsibirien und über den Jenissei. In Europa kommt sie in fast allen Ländern vor und fehlt nur in Portugal, Island, Irland, Belarus, Bosnien-Herzegowina und in der Türkei. In Nordamerika, in Argentinien und in Neuseeland kommt die Heide-Nelke als Neophyt vor.
Die Heide-Nelke ist eine auch in Deutschland weit verbreitete, aber regional nur zerstreut vorkommende Pflanzenart, die hier nach der Bundesartenschutzverordnung besonders geschützt ist. In einigen Bundesländern steht sie auf der Roten Liste der Gefäßpflanzen.
Im natürlichen Habitat findet man sie in submeridionalen bis borealen Klimazonen, vom Flach- bis ins Hügelland, in Höhenlagen von meist unterhalb 700 Metern. Sie steigt aber beispielsweise im Erzgebirge bis zu einer Höhenlage von 1100 Meter und in Graubünden sogar bis 2020 Meter auf. Im Flach- und Hügelland ist sie häufig auf bodensauren Sandtrocken- und Silikatmagerrasen zu finden, zusammen mit dem Roten Straußgras (Agrostis capillaris) oder dem Gewöhnlichen Flügelginster (Genista sagittalis). Manchmal kommt sie auch auf ruderal beeinflussten Wiesen vor. Die Heide-Nelke meidet kalkhaltige Böden. Sie kommt in Mitteleuropa sowohl in Pflanzengesellschaften des Verbands Violion, des Verbands Koelerio-Phleion als auch im Viscario-Avenetum pratensis aus dem Verband Mesobromion vor.
Die ökologischen Zeigerwerte nach Landolt et al. 2010 sind in der Schweiz: Feuchtezahl F = 2+w (frisch aber mäßig wechselnd), Lichtzahl L = 4 (hell), Reaktionszahl R = 2 (sauer), Temperaturzahl T = 3 (montan), Nährstoffzahl N = 3 (mäßig nährstoffarm bis mäßig nährstoffreich), Kontinentalitätszahl K = 4 (subkontinental).

## Systematik und Verbreitung
Dianthus deltoides wurde 1753 von Carl von Linné in Species Plantarum, Tomus I, Seite 411 erstveröffentlicht.
Je nach Autor gibt es etwa Unterarten:
- Dianthus deltoides subsp. deltoides
- Dianthus deltoides L. subsp. degenii (Bald.) Strid: Sie kommt in Griechenland, in Nordmazedonien und in Albanien vor.[10]

## Verwendung als Gartenpflanze
Für den Garten gibt es auch weiße, rosafarbene, rote und gefüllte Sorten. Zander nennt an Sorten: 'Albus', 'Brilliant', 'Leuchtfunk' Benary, 'Nelly', 'Rosea' und 'Splendens'.

## Trivialnamen
Für die Heide-Nelke bestehen bzw. bestanden auch die weiteren deutschsprachigen Trivialnamen: Blutströpflin, Dondernegeln, Donnernägelein, Donnernelke (Schlesien), Feldnägelen (Tirol), Flättchen (Eifel bei Dreis), Flettchen (Eifel bei Dreis), Haideflättchen (Eifel bei Dreis), Heidnäglein (Ostpreußen), Heidenelke (Schlesien), Jungfernnelke (Schlesien, Württemberg), Marientropfen, St. Christoffelblumen und Vieruhrenblumen (Eifel bei Daun).